# Earias viride
Earias viride är en fjärilsart som beskrevs av Anders Jahan Retzius 1783. Earias viride ingår i släktet Earias och familjen trågspinnare. Inga underarter finns listade i Catalogue of Life.